# Clubul de la Roma

Emblema Clubului de la Roma

Clubul de la Roma este o organizație de tip bazin gândirist (reuniune de creiere - think tank) și o denumire simbolică pentru o organizație al cărei scop este să supună atenției întregii lumi diverse aspecte referitoare la viitorul planetei. 
Clubul de la Roma este compus din oameni de știință, economiști, oameni de afaceri, înalți funcționari publici, șefi de stat și foști șefi de stat de pe toate cele șase continente locuite permanent.
„Dacă Clubul de la Roma are vreun merit, acesta este întâietatea în a se răzvrăti împotriva ignoranței sinucigașe a omenirii cu privire la adevărata ei condiție.” afirma fondatorul Clubului, Aurelio Peccei.

## Obiective
Scopul inițial principal al grupului, la fondare, a fost acela de a rezolva problemele legate de industria națională și internațională, conform resurselor planetei noastre. Cercetările pe care inițiatorii Clubului de la Roma le-au întreprins cu privire la viitorul industriei și al economiei, ignorarea unor tendințe mondiale nefaste, în special cele legate de risipa de resurse și de poluare, care sunt principala cauză a crizei actuale, au dus la acuzarea lor că urmăresc regionalizarea și unificarea întregii lumi.
S-au înființat centre, instituții, organisme orientate spre câte o singură temă: mediul, populația, hrana, apa, educația. Au fost identificate problemele globale ale omenirii, de la climă și resurse naturale, până la marile dezechilibre economice între societățile privilegiate și cele în curs de subdezvoltare, foamete, sărăcie și boli.
Încă de la începutul activității, Clubul de la Roma a sugerat soluția unor investiții masive în educație, care este un factor cheie în soluționarea acestor probleme.
Clubul de la Roma a scos în evidență două aspecte de importanță crucială ale globalizării, plecând de la faptul că planeta se află în fața unor mari contradicții: în timp ce resursele planetei sunt limitate, dorințele, ambițiile sau tendințele ca acestea să fie consumate sunt nelimitate.

## Istoric

### Fondare
Clubul de la Roma a fost fondat în aprilie 1968 de către Aurelio Peccei, industriaș, fost președinte al companiei Fiat și Alexander King, om de știință scoțian. 
În 1968 Aurelio Peccei, împreună cu câțiva industriași, înalți funcționari internaționali, savanți și filozofi s-au reunit pentru a pune în comun ideile lor și pentru a răspunde complexelor subiecte asupra viitorului planetei. 
Decizia inițiatorilor a fost ca un grup de cercetători de la Massachusetts Institute of Technology să fie angajat spre a alcătui un proiect esențial pentru viitoarea activitate a Clubului de la Roma. Au fost puse câteva condiții esențiale pentru alegerea cercetătorilor ce vor lucra precum și a modului de lucru. Astfel, numărul celor implicați în proiect să fie redus, în jur de 100 de personalități, să nu aibă nevoie de finanțări mari, pentru a-și putea păstra independența; să fie apolitică, dar transculturală și în sfârșit, să fie neoficială, în sensul că nu se dorea să beneficieze de sprijinul vreunui stat sau organizații internaționale.

### RaportulLimitele creșterii
Clubul de la Roma a intrat în atenția publicului odată cu publicarea în anul 1972 a raportului Limitele creșterii, scris de către Dennis Meadows de la MIT (Massachusetts Institute of Technology). Acest raport, care s-a vândut în 30 milioane de exemplare, fiind tradus în mai mult de 30 limbi, este considerat cel mai bine vândut volum despre mediul înconjurător. Raportul preciza – printre altele – că, 
| “ | „Dacă se mențin tendințele actuale de creștere ale populației mondiale, ale industrializării, contaminării ambientale, producției de alimente și epuizării resurselor, această planetă va atinge limitele creșterii în următorii 100 de ani. Rezultatul cel mai probabil ar fi o scădere subită și incontrolabilă atât a populației cât și a capacității industriale.” (Dennis Meadows - Limitele creșterii, 1972) | ” |

### Membri anilor 1970 - 1980
La acea vreme, Clubul de la Roma era constituit ca un grup informal alcătuit din șase persoane, neavând o existență corporativă. Grupul era format din:
- Aurelio Peccei
- Alexander King
- Hugo Thiemann, Director al Institutului Batelle din Geneva
- Max Kohnstamm (Olanda), fost Secretar General al CECO (Comunitatea Europeană a Cărbunelui și Oțelului)
- Saint Jean-Geours
- Erich Jantsch

### Model propus în 1973
La 17 septembrie 1973 acest grup a emis un proiect cu numele de Model regional și adaptiv al sistemului global al lumii (conform, Regionalized and Adaptive Model of the Global World System) în care se prezenta planul grupului pentru a împărți țările lumii în zece regiuni socio-economice, care mai apoi urmau a fie conduse de către un singur guvern global. Regiunile socio-economice propuse atunci erau următoarele:
1. SUA, Canada și Mexic
2. Uniunea Europeană
3. Japonia
4. Australia, Noua Zeelandă, Africa de Sud, Israel și Insulele Pacificului
5. Europa de Răsărit
6. America Latină, Centrală și de Sud
7. Africa de Nord și Orientul Mijlociu
8. Africa Centrală
9. Asia de Sud și de Sud-Est
10. Asia Centrală.

### După decesul lui Aurelio Peccei
După moartea lui Aurelio Peccei, în 1982, Clubul de la Roma n-a încetat să examineze în continuare tabloul lumii și să atragă atenția că o inevitabilă criză generală, cu implicații morale, politice, sociale și economice, amenință planeta. Mesajul pe care l-a lăsat pentru generațiile viitoare Aurelio Peccei a fost acela că lumea va avea un viitor bun, numai dacă va înceta risipa de resurse. 
| “ | Consider că acum trebuie să existe o viziune integrată asupra lumii (creștere economică, mediu, populație) și că noile tehnologii nu reprezintă o soluție suficientă pentru a rezolva problema schimbărilor climatice, mai ales acum când ne aflăm la limita unor schimbări ireversibile. | ” |

### 1992 și NAFTA
În Raportul Brundtland, intitulat Viitorul nostru comun, prezentat la Conferința Națiunilor Unite de la Rio de Janeiro din iunie 1992, se afirmă că «dezvoltarea durabilă este concepută în viziunea reconcilierii dintre economie și mediul înconjurător, pe o nouă cale de dezvoltare care să susțină progresul uman, nu numai în câteva locuri și pentru câțiva ani, ci pentru întreaga planetă și pentru un viitor îndelungat».
La 17 decembrie 1992, prima regiune socio-economică a luat ființă prin acordul dintre președintele S.U.A., președintele Mexicului și reprezentantul Canadei care au semnat tratatul de colaborare NAFTA (North American Free Trade Area – Acordul Nord American de comerț liber).

### Clubul de la Roma după 2001 -tt30
În 2001, Clubul de la Roma a creat „tt30”, (Think Tank 30) alcătuit din membri în jurul vârstei de 30 de ani, care oferă acces Clubului de la Roma la ideile și viziunile tinerei generații.
Asociații naționale ale Clubului de la Roma au fost înființate în multe state din Europa, S.U.A., Canada, Mexic, Brazilia, Porto Rico, Venezuela și Asia. Acestea analizează problemele naționale și oferă consultanță factorilor de decizie la nivel național. 
A doua regiune socio-economică, din Uniunea Europeană, din 1 ianuarie 2007, odată cu intrarea României și Bulgariei, a ajuns la 27 de state componente, iar o a treia regiune este deja formată. 

## Componență

### Președinți
- 1969 – 1984 — Aurelio Peccei
- 1984 - 1990 — Alexander King[1]
- 1990 – 2000 — Ricardo Díez-Hochleitner[2]
- 2000 - 2006 — Prince El Hassan bin Talal
- Ashok Khosla, co-președinte, 2006 – 2012
- Eberhard von Koerber, co-președinte, 2006 – 2012
- copreședinte 2012 – 2018 — Anders Wijkman,
- copreședinte 2012 – 2018 — Ernst von Weizsäcker
- copreședinte din 2018 — Sandrine Dixson-Declève
- copreședinte din 2018 — Mamphela Ramphele

### Membri notabili (aranjați alfabetic)
Printre membri notabili ai Clubului de la Roma s-au numărat și patru români și un român-american, Nicholas Georgescu-Roegen (1906 – 1994), respectiv Călin Georgescu (n. 1962), Mugur Isărescu (n. 1949) și academicienii Solomon Marcus (1925 - 2016) sau Mircea Malița (1927 - 2018).
- Fernando Henrique Cardoso (n. 1931), sociolog, profesor universitar, președinte al Braziliei
- Fredrick Chien (n. 1935), fost Ministru al Afacerilor Externe al Republicii Chinei (Taiwan)
- Michael K. Dorsey
- Hans-Peter Dürr (1929 – 2014), fizician din Germania
- Mahdi Elmandjra (1933 - 2014), Maroc
- Călin Georgescu (născut în 1962) - Președinte al bordului de conducere al Centrul european al Clubului de la Roma (în engleză, European Support Centre for the Club of Rome), acum redenumit Centrul de cercetări europene (European Reseach Center), Viena și Konstanz (2010-)
- Nicholas Georgescu-Roegen (1906 – 1994), economist român-american, autor al The Entropy Law and the Economic Process
- Mihail Gorbaciov (născut în 1931)
- Václav Havel (1936 – 2011), scriitor ceh, primul președinte al Republicii Cehia
- Bohdan Hawrylyshyn (1926 - 2016) – Președinte al International Management Institute din Kiev
- Daisaku Ikeda, filozof buddhist, Japonia
- Mugur Isărescu (născut în 1949), guvernatorul Băncii Națională a României
- Erich Jantsch (1929 – 1980), autor al lucrării Technological Forecasting
- Derrick de Kerckhove (născut în 1944)
- Alexander King (1909–2007) membru fondator [1]
- Max Kohnstamm (Regatul Țărilor de Jos), fost secretar general ECSC (1914 – 2010)
- David Korten
- John Warlick McDonald (1922 – 2019)
- Mircea Malița (1927 - 2018), academician, diplomat, eseist, profesor universitar
- Elisabeth Mann-Borgese – prima femeie membru (din 1970)
- Graeme Maxton
- Dennis Meadows, (n. 1942), autorul studiului Limitele creșterii
- Donella Meadows (1941 – 2001)
- Mihajlo D. Mesarovic
- George P. Mitchell (1919 – 2013)
- Mohan Munasinghe
- Aurelio Peccei (1908 – 1984) membru fondator [1]
- John R. Platt (1918 – 1992)
- Kristín Vala Ragnarsdóttir
- Joseph Stiglitz (n. 1943), economist, câștigător la premiului Nobel
- Ivo Šlaus
- Prince Hassan bin Talal, Președinte la Clubului de la Roma (2000 – 2006
- Hugo Thiemann (1917 – 2012)
- Pierre Elliott Trudeau (1919 – 2000), fost membru al prim ministru al Canadei;
- Robert Uffen (1923 – 2009)
- Victor Urquidi (1919 – 2014)
- Frederic Vester (1925 – 2003)